# خوزه مانوئل روخاس (بازیکن فوتبال زاده ۱۹۸۷)
خوزه مانوئل روخاس (انگلیسی: José Manuel Rojas؛ زادهٔ ۱۰ آوریل ۱۹۸۷) بازیکن فوتبال اهل اسپانیا است.
از باشگاه‌هایی که در آن بازی کرده‌است می‌توان به باشگاه فوتبال هرکولس، باشگاه فوتبال اوئسکا، باشگاه فوتبال آلباسته بالومپیه، و باشگاه فوتبال اتلتیکو مادرید بی اشاره کرد.